# Giornalismo locale
Il giornalismo locale è quella parte del giornalismo che occupa delle questioni inerenti zone geografiche limitate.
I giornalisti locali sono di norma presenti nella località su cui scrivono, e trattano con dettagli localizzati gli avvenimenti politici, culturali, sociali e sportivi che vi si verificano. Qualora vengano affrontati argomenti di interesse più ampio, il giornalista locale approfondisce i risvolti che interessano i lettori locali.
I giornali locali si occupano di argomenti che i media di interesse nazionale tendono a trascurare. Alcuni esempi sono onorificenze locali, attività scolastiche, criminalità locale, atti vandalici ed altri eventi relativi alla vita di quartiere.
Anche se possono apparire di minore importanza rispetto ai canali informativi con impatto nazionale, i giornali locali svolgono un ruolo di vitale importanza nelle dinamiche di quartiere.
Leo Lerner, fondatore del Lerner Newspapers di Chicago, usava dire: "Per i nostri lettori è più importante una scazzottata in Clark Street piuttosto che la guerra in Europa."
In passato, i giornali di quartiere erano gestiti da piccoli editori locali e distribuiti a pagamento nelle rivendite tradizionali e nei piccoli negozi di generi alimentari o simili.
Ad oggi, il modello più diffuso prevede un grande editore che distribuisce in forma gratuita presso punti a forte afflusso di persone (fermate dei mezzi pubblici, aree di passaggio in centri commerciali) per arrivare ad una larga audience, che garantisce visibilità agli inserzionisti, principalmente commercianti locali.. In questi modelli editoriali, spesso la pubblicità rappresenta l'unica entrata economica.

## Il dibattito sul giornalismo di quartiere
Alcuni filosofi incoraggiano i giornalisti professionisti a rimanere indipendenti, mentre altri indicano l'interesse e la partecipazione nelle comunità locali come un presupposto di vera cittadinanza.
Alcuni dicono che il coinvolgimento nelle comunità possa essere previsto per i redattori e gli editori senza conseguenze negative, mentre i giornalisti che hanno la capacità di "modellare" la notizia, dovrebbero restarne al di fuori.
I più critici sostengono che questo coinvolgimento è un rischio per chiunque sia coinvolto nella produzione di notizie.
Clifford Christians, coautore di Good News Social Ethics and the Press, fa presente che le opinioni pubbliche dei giornalisti potrebbero gravitare verso l'auto-interesse, invitandoli comunque a diminuire l'isolamento dei lettori derivante dalla lettura di temi ampi (su scala nazionale o mondiale),  privilegiando argomenti di carattere locale.